# Gjálp og Greip
I den nordiske mytologi er Gjálp og Greip to kæmpe jættekvinder.
I fortællingen om Thors besøg hos Gejrrød i Skáldskaparmál var de døtre af kæmpen Gejrrød.
Da Thor forsøgte at krydse floden steg vandet så voldsomt, at det nåede hans skuldre. Da han så op ad floden stod Gjálp med en fod på hver side af floden og lod sit vand. Thor tog en sten og kastede den mod hende for at stoppe flodens udspring.
Da han kom til Gejrrød og satte sig på en stol blev stolen løftet op og han blev presset mod loftet. Med Grids stav, Gridarvol, skubbede han tilbage indtil et knæk lyder, og både Gjálps og Greips ryg brækkede.